# Montours
Montours is een gemeente in het Franse departement Ille-et-Vilaine (regio Bretagne) en telt 806 inwoners (1999). De plaats maakt deel uit van het arrondissement Fougères-Vitré. Montours is op 1 januari 2017 gefuseerd met de gemeenten Coglès en La Selle-en-Coglès tot de gemeente Les Portes du Coglais. 

Kerk van Montours
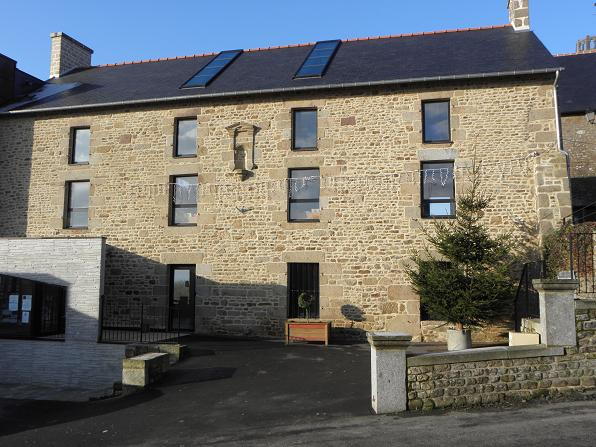
Gemeentehuis

## Geografie
De oppervlakte van Montours bedraagt 15,3 km², de bevolkingsdichtheid is 52,7 inwoners per km².
De onderstaande kaart toont de ligging van Montours met de belangrijkste infrastructuur en aangrenzende gemeenten.

## Demografie
Onderstaande figuur toont het verloop van het inwonertal (bron: INSEE-tellingen).